# Puyo Puyo!! Quest
Puyo Puyo!! Quest (ぷよぷよ!!クエスト?) es un videojuego de puzle RPG  y gacha desarrollado por Bandai Namco Studios y publicado por Sega para iOS y Android, exclusivamente para el público japonés (aunque puede ser descargado desde tiendas de terceros y jugar en el extranjero).[cita requerida] El juego utiliza diseños y personajes de la franquicia Puyo Puyo, además de personajes invitados de diversas franquicias japonesas como Detective Conan, Sailor Moon, My Melody, entre otros.

## Jugabilidad
El juego ofrece una experiencia similar a varios juegos de puzle-RPG como Puzzle & Dragons, con una jugabilidad diferente de los juegos de Puyo Puyo tradicionales. El jugador debe borrar hasta 5 piezas "Puyo" (rojo, azul, verde, amarillo y morado) y otras piezas que se muestran en una pantalla de rompecabezas tipo matriz de 6x8 cuadrados, a través del deslizamiento del dedo. Cuando cuatro o más puyos del mismo color están conectados vertical u horizontalmente, desaparecen y sus acciones están vinculadas para hacer un ataque de carta aliada, correspondiente al color de cada carta. El tablero se va llenando constantemente desde la parte superior del tablero.
Se podría vincular con su juego arcade complementario, Puyopuyo!! Quest Arcade, que agrega una nueva carta al inventario del jugador.

### Recolección de cartas
Este es además un juego gacha, donde el jugador puede recolectar cartas de personajes e ítems para ir mejorandolos a través de la combinación de los mismos. Dichas cartas se pueden obtener completando partidas, en eventos especiales, o bien canjeándolas con las fichas y gemas presentes en el juego (esta última se puede comprar con dinero real).

### Tipos de Puyo y otros elementos del tablero
- Puyos de colores, el elemento principal del juego. Al juntar cuatro o más Puyos adyacentes horizontal o verticalmente, estos desaparecen, entregando puntos de ataque a la carta aliada, los cuales se incrementan al formar cadenas.
- Corazón, el cual al borrarse junto con el borrado de puyos adyacentes, entrega más puntos de salud a los personajes.
- Puyo brillante, el que cae al hacer 6 o más cadenas, o borrando 16 o más Puyos simultáneamente. Al borrar ese Puyo, se activa una "oportunidad de desafío" similar al modo Fiebre, con cadenas preformadas, de manera de obtener más puntos de ataque.
- Puyos basura, en el que algunos personajes con ciertas habilidades pueden transformar los Puyos del rival en Puyos transparentes. Estos no se pueden borrar deslizando el dedo, sino que borrando los Puyos adyacentes. Una variante son los Puyos basura sólidos, los que se deben borrar Puyos adyacentes dos veces para borrarlos.
- Bola prisma, la que aparecerá gracias a las habilidades de ciertos personajes. Estos objetos se pueden borrar al borrar Puyos adyacentes, otorgando puntos de ataque a todos los personajes del jugador.

### Modos de juego
El juego ofrece diversos modos:
- Misión de un jugador, donde este puede elegir entre diversas misiones, en el que se enfrenta a una serie de personajes controlados por la CPU, en una o más etapas. El jugador debe conformar un equipo de hasta 9 personajes, en el que el jugador debe fortalecer mediante la combinación de cartas, con tal de ganar; en la mayoría de las partidas, el jugador puede elegir algún personaje de otro jugador de una lista aleatoria del gremio al que está unido, el se adicionará a su equipo. Cada partida se juega con hasta 5 personajes a la vez, más el sexto personaje del compañero de gremio. Ciertas combinaciones de miembros permiten potenciar las habilidades de los mismos durante las partidas.

- Misión de jefe, donde el jugador juega contra algún personaje con mucha salud. Algunas son con tiempo limitado. En la mayoría de los casos  el jugador debe usar algún consumible para jugar.

- Multijugador cooperativo, donde este juega con hasta tres compañeros más (un jugador puede crear una sala o unirse a una existente), en una serie de misiones contra la CPU elegida por el jugador anfitrión. Cada jugador juega por turnos en el orden establecido al unirse.

- Multijugador versus, donde el juego asigna a un rival (jugador aleatorio o contra la CPU) y juega contra el equipo de dicho rival seleccionado, en una partida con tiempo limitado. El jugador debe conformar un equipo de 9 personajes, los que jugarán tres a la vez, con puntos de salud compartidos. El equipo que venza a los 9 personajes del rival, o el que tenga más salud al finalizar el tiempo, gana la partida. El jugador acumula estrellas para abrir un cofre con premios, así como también avanzar en el ranking mundial, dependiendo de su desempeño.

- Partidas de evento, disponibles durante los eventos de tiempo limitado. Las reglas varían de acuerdo a cada evento.

### Otros elementos del menú
- Inventario, donde el jugador puede conformar su equipo y gestionar las cartas en su poder, así como también combinar cartas para subirlas de nivel.
- Gacha, donde el jugador puede canjear fichas o gemas por cartas. Un gacha gratuito está disponible diariamente.
- Tienda, donde el jugador puede canjear ítemes y comprar gemas (con dinero real).
- Gremio y Granja, donde el jugador puede unirse a un gremio. También puede cultivar, intercambiar o combinar hortalizas (fresas, espárragos y berenjenas) para potenciar las habilidades de los personajes. El jugador también puede construir su torre de gremio, la que potencia a los personajes a medida que crece.

## Eventos colaborativos
El juego se ha caracterizado por traer diversas franquicias japonesas organizando conjuntamente eventos colaborativos con otras empresas, generalmente para promocionar un nuevo anime o videojuego.
- Festival My Melody (マイメロディ祭り?), como parte de una colaboración entre Sega y Sanrio, protagonizado por My Melody. Se llevó a cabo entre el 18 y el 24 de enero de 2016[3]

- Festival anillos (リング収集祭り?), (Sonic the Hedgehog), 21 al el 25 de enero de 2017
- Festival Detective Conan (名探偵コナン祭り?) (Detective Conan), 20 al 27 de septiembre de 2017[1]

- Festival Big Catch! Pure-gold Fish (大漁！純金のおさかな祭り?) (Totoko de Osomatsu-san), 15 al 21 de enero de 2018
- Festival Miku Miku (みっくみく祭り?) (Hatsune Miku), 12 al 18 de marzo de 2018
- Festival Bleach (BLEACH祭り?) (Rukia Kuchiki de Bleach), 14 al 20 de mayo de 2018
- Festival Onsen-manjuu (温泉まんじゅう収集祭り?), 13 al 19 de agosto de 2018
- Colaboración Gacha Snow Miku (SNOW MIKUコラボガチャ?), colaboración para conmemorar el décimo aniversario de Snow Miku. Se llevó a cabo entre el 20 y el 28 de febrero de 2019[6]

- Festival Moon Medal (月のメダル収集祭り?) (Chibiusa de Sailor Moon), 18 al 24 de marzo de 2019.[2]
- ¡En busca de Fujiko Mine! Festival Lupin III (峰不二子を探せ！ルパン三世祭り?), (Lupin III)  27 de mayo al 2 de junio de 2019
- Festival Dr. Slump Arale-chan (Dr.スランプ アラレちゃん祭り?) (Arale de Dr. Slump), 15 al 21 de julio de 2019.[7]
- Hot-blooded! Pwurp Baseball Tournament (熱血！プワープ野球大会?), evento para promocionar Powerpro-kun pocket. Se llevó a cabo entre el 13 y el 22 de septiembre de 2019
- Festival de recolección de pruebas. (証拠品収集祭り?), evento de temática detectivesca protagonozado por Klug (Puyo Puyo), Detective Conan y Kaito Kuroba (Magic Kaito). Se llevó a cabo entre el 22 y el 28 de octubre de 2019
- Festival de las esferas mágicas (魔法玉収集祭り?), evento para conmemorar el vigésimo aniversario de Ojamajo Doremi. Se llevó a cabo entre el 15 y el 24 de noviembre de 2019.[8]
- Colaboración New Sakura Wars (新サクラ大戦コラボ?), evento para promocionar el nuevo videojuego Project Sakura Wars). Se llevó a cabo entre el 6 y el 16 de diciembre de 2019.[9]

- Festival Haikyuu!! (ハイキュー!!祭り?) (Kurasuke y el elenco de Haikyū!!), 17 al 26 de enero de 2020
- Festival de las luciérnagas perdidas (迷子のほたる収集祭り?) (Sailor Saturn), 13 al 22 de marzo de 2020
- Festival de la colección Brillo Cósmico (小宇宙の輝き収集祭り?) (Atenea de Saint Seya), 22 al 31 de mayo de 2020
- Festival Gegege no Kitaro (ゲゲゲの鬼太郎祭り?) (Inuyama Mana de GeGeGe no Kitarō), 17 al 26 de julio de 2020
- Sakura Photo Festival (さくらの写真収集祭り?), 18 al 27 de septiembre de 2020
- Festival del signo de la victoria (勝利のしるし収集祭り?) (Ryatafu y el elenco de Haikyū!!), 13 al 22 de noviembre de 2020

- Festival de año nuevo de Otoshidama  (新春おとしだま収集祭り?) (Gintoki Sakata de Gintama), 15 al 24 de enero de 2021
- Festival Circus Flyer  (サーカスのチラシ収集祭り?) (Chibusa el elenco de Sailor Moon), 3 al 21 de marzo de 2021
- Festival Yes! PreCure 5 GoGo! (Yes！プリキュア5GoGo！祭り?)  (Kurumi Mimino y el elenco de Yes! PreCure 5 GoGo!), 21 al 30 de mayo de 2021
- Festival Cell Phone!? (ケータイ！？収集祭り?) (Subaru Natsuki de Re:Zero), 12 al 21 de agosto de 2021
- Puyopuyo Watch Festival (ケータイ！？収集祭り?) (Demiserf de Madō Monogatari), 27 de noviembre al 6 de diciembre de 2021

- EVA Festival 2022 (ケータイ！？収集祭り?), 18 al 27 de marzo de 2022
- Festival de los muñecos de paja malditos (呪いのわら人形収集祭り?), 21 al 31 de mayo de 2022
- Festival Prince of Tennis (テニプリ祭り?) (Kintaro Toyama de The Prince of Tennis), 10 al 20 de agosto de 2022
- Festival HERO TV (HERO TV祭り?), evento para promocionar Tiger & Bunny 2. Se llevó a cabo entre el 10 y el 20 de noviembre de 2022

## Estado
Mientras que los servidores de Puyopuyo!! Quest siguen operativos, se anunció a principios de 2017 que los servidores de Puyopuyo!! Quest Arcade se cerrarían el 1 de abril a las 03:59. Desde el anuncio, el juego en la mayoría de los lugares se hizo imposible.[cita requerida]

## En otros medios

### PuyoQue Cafe
PuyoQue Cafe (ぷよクエカフェ?)  es un establecimiento de cafetería conceptual por tiempo limitado, con elementos de decoración y menú inspirados en los personajes del juego. La primera instancia se abrió en Shibuya de septiembre a noviembre de 2014, luego se extendió hasta diciembre del mismo año. Se abrió una segunda instancia de febrero a mayo de 2015 en seis ubicaciones en todo Japón, incluidas Osaka, Fukuoka, Hiroshima, Ikebukuro, Nagoya y Miyagi.

## Recepción
Sega Networks afirmó que Puyopuyo!! Quest recibió más de 12 millones de descargas hasta enero de 2015, mientras que con su contraparte Puyopuyo!! Quest Arcade, se reportó que unos 9 millones de jugadores lo habían estado jugando a febrero de 2015.
Puyopuyo!! Quest y Puyopuyo!! Quest Arcade fueron nominados para un Premio CEDEC en 2014 en el departamento de Diseño de juegos, citando la ingeniosa vinculación de los juegos de teléfonos inteligentes y arcade que crea un ciclo de juego satisfactorio para los jugadores. El par de juegos no recibió el premio más alto, el cual fue otorgado a Kantai Collection.